# Kloster Mariahilf (Nörvenich)

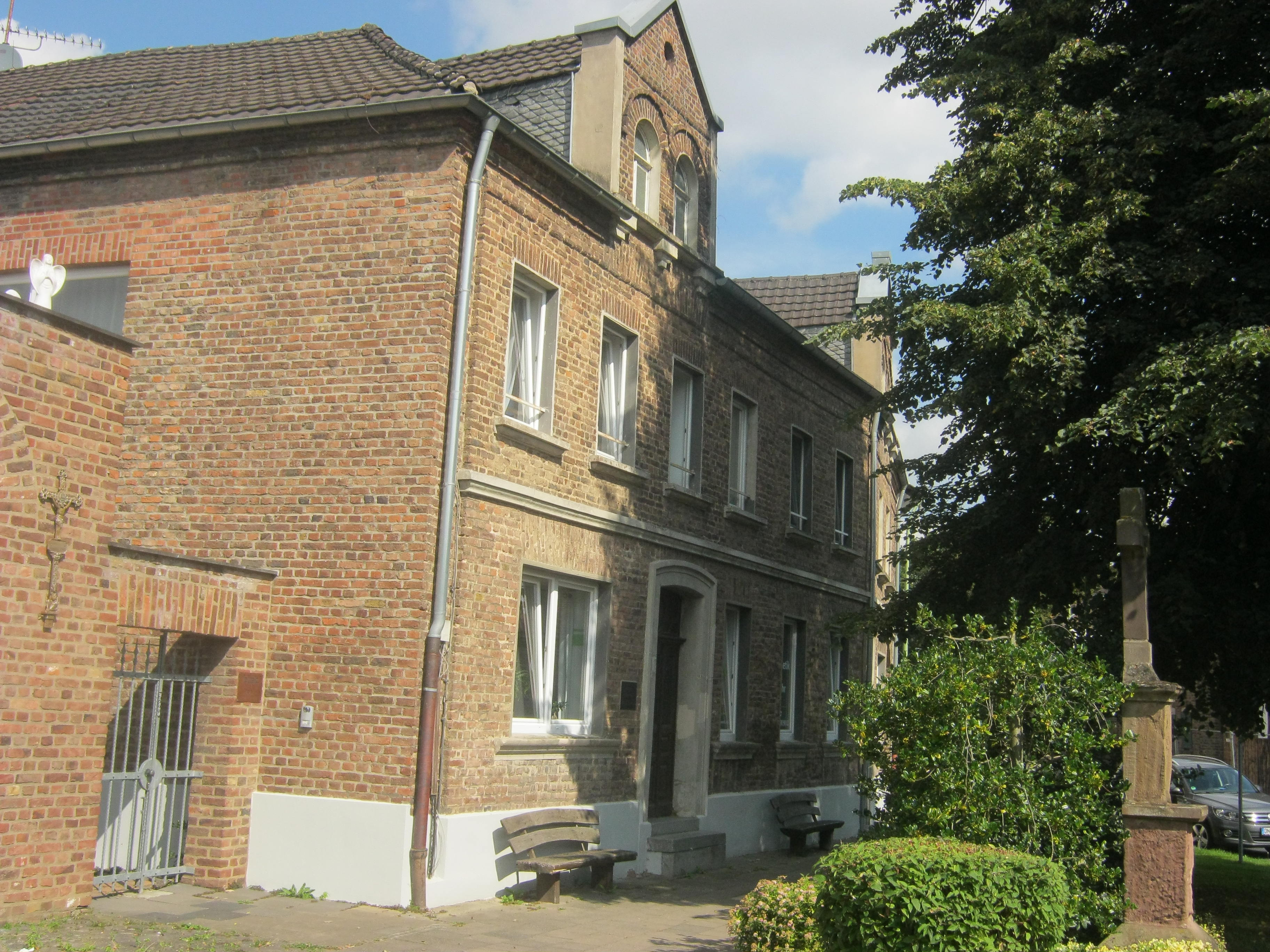
Das alte Kloster Marktplatz 4

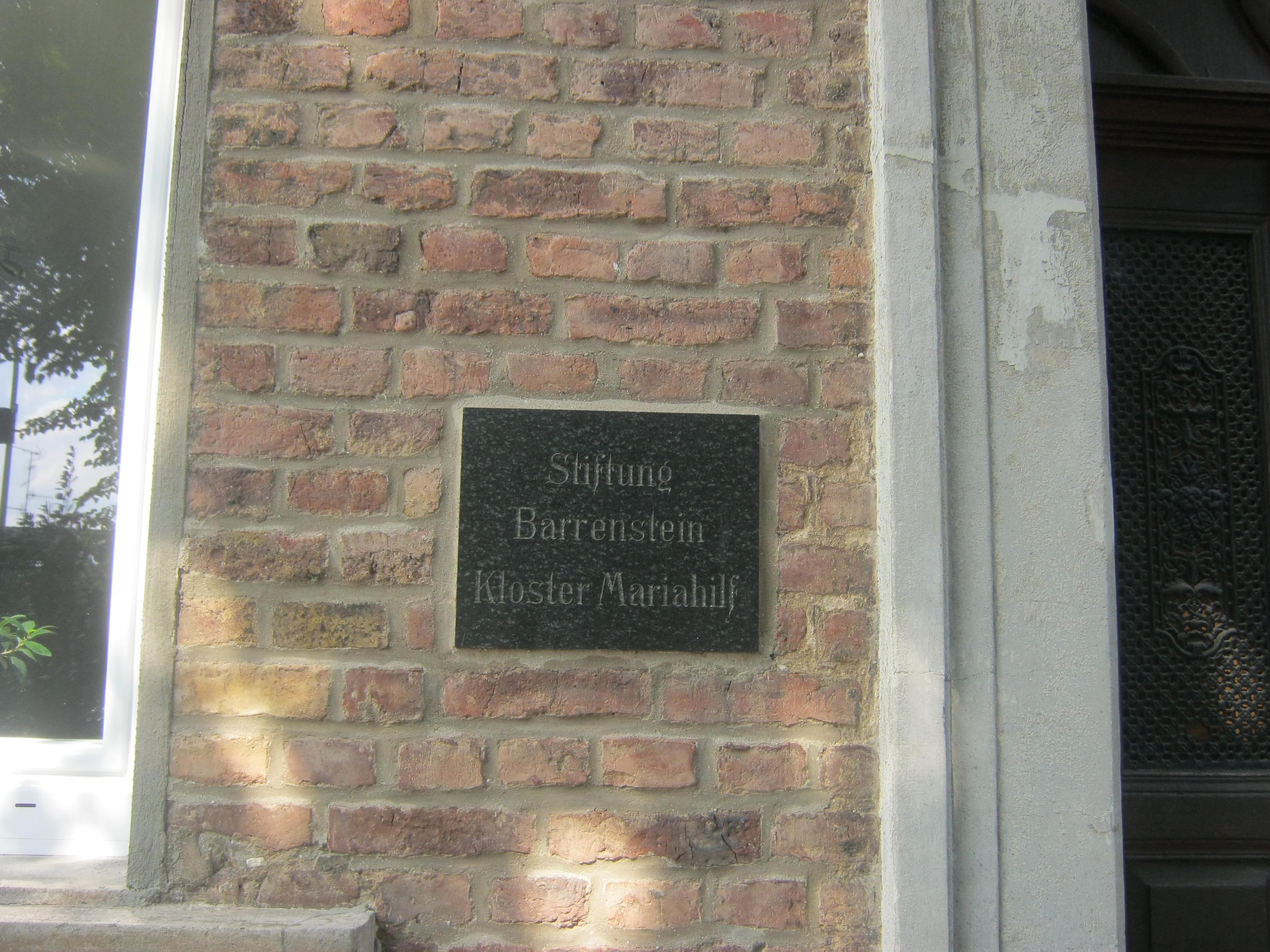
Die Gedenktafel Marktplatz 4

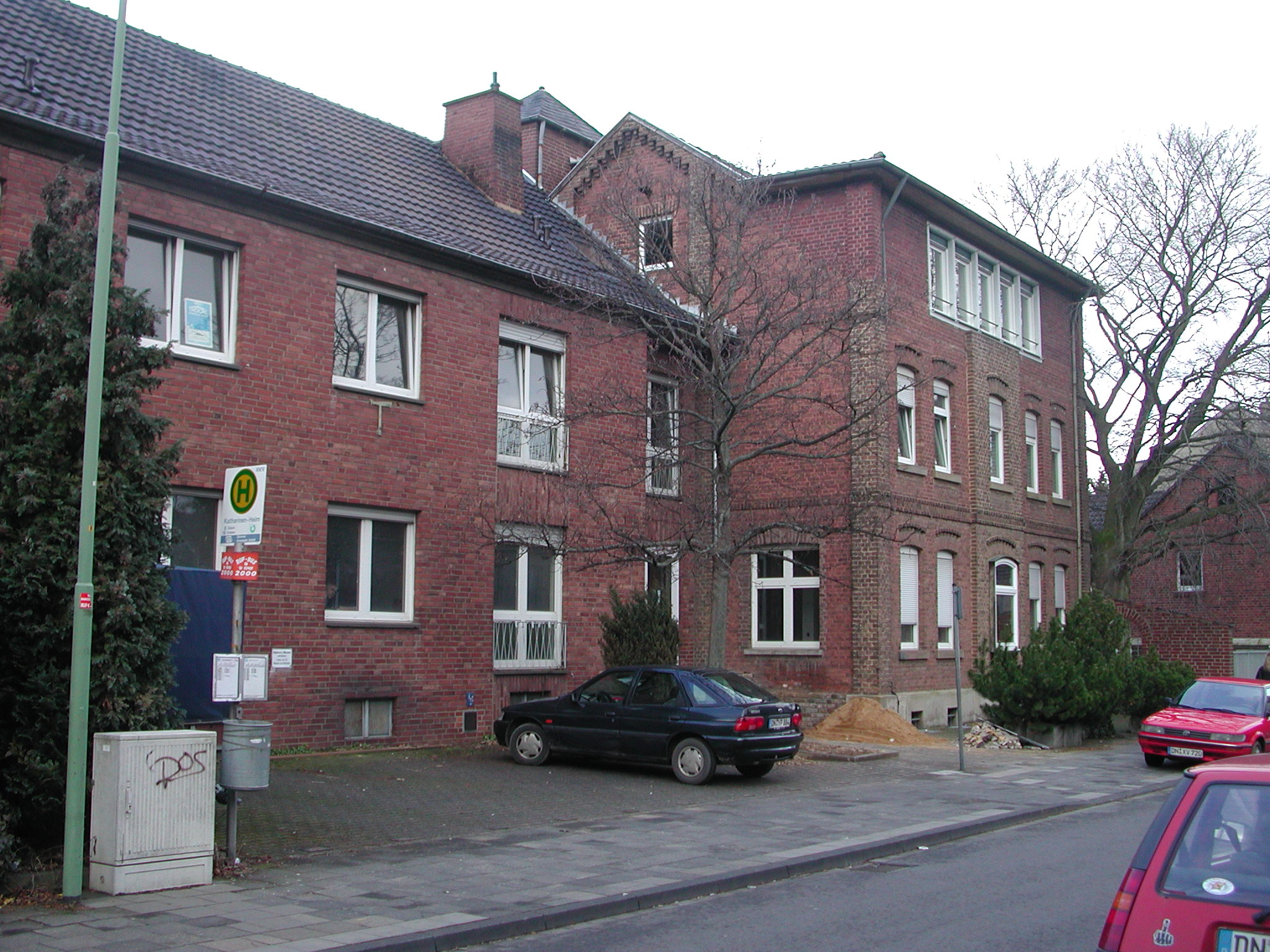
Das neue Kloster Zülpicher Str. 22

Das ehemalige Kloster Mariahilf in Nörvenich, Kreis Düren in Nordrhein-Westfalen, ist heute ein Altersheim.
Franziska Barrenstein aus Nörvenich vermachte ihr Haus Marktplatz 2 (vorher Apotheke ihres Vaters) nebst Stallungen, Hofraum, Garten und allen dazugehörenden Ländereien dem Kreis Düren oder der Gemeinde zur Einrichtung eines Alten-, Invaliden- und Waisenhauses, das von katholischen Ordensschwestern geleitet werden sollte. Nach ihrem Tod am 7. März 1933 trat die Zivilgemeinde die Erbschaft an und schloss mit der Genossenschaft der Barmherzigen Schwestern vom hl. Karl Borromäus in Trier einen Bewirtschaftungsvertrag. Am 19. November 1933 wurde das Kloster eingeweiht.
Im Juli 1933 waren bereits zwei Ordensschwestern der Borromäerinnen in Nörvenich. Das Haus wurde umgebaut und renoviert. Im Laufe des Jahres kamen weitere Ordensfrauen in das neue Kloster. In den ersten Tagen war das Altenheim mit ca. 20 alten, kranken und pflegebedürftigen Menschen belegt. In den 1930er Jahren wurden weitere Gebäudeteile angebaut. 1937 kam ein Wöchnerinnen- und Entbindungszimmer dazu. 
Im Oktober 1944 evakuierte man die alten und kranken Menschen mit den Ordensschwestern nach Torgau, später nach Halle (Saale). Im Juni/Juli 1945 kamen alle zurück in das Kloster.
Der zunehmende Platzmangel im Altenheim führte zu Überlegungen, ein neues Haus zu bauen. Da Katharina Breuer aus Nörvenich, († 1. Oktober 1952) ihr Hausgrundstück in der Zülpicher Straße 22 dem Orden vermacht hatte, wurde dieses am 25. März 1957 von Dechant Julius Völl eingesegnet. Zu Erinnerung an die Stifterin nannte man das Haus Katharinenheim. 
Aus Personalmangel waren die Borromäerinnen gezwungen, ihre Tätigkeiten in Nörvenich zu beenden. Die letzten Schwestern verließen das Kloster am 31. Dezember 1980. Danach übernahm ein Heimleiterehepaar das Haus. 
1996/1997 waren weitere Plätze in einem Altenheim notwendig, so dass die katholische Kirchengemeinde die Errichtung eines neuen Gebäudes in der Rathausstraße beschloss. Das bisherige Kloster in der Zülpicher Straße wurde zu Wohnungen umgebaut. Das alte Kloster Marktplatz 4 befindet sich heute in Privatbesitz und wird auch als Wohnhaus genutzt.